# Tomás Molinares
Tomás Molinares (* 6. April 1965 in Cartagena) ist ein ehemaliger kolumbianischer Profiboxer. Er war 1988 nach einem umstrittenen Sieg gegen Marlon Starling, kurzzeitig WBA-Weltmeister im Weltergewicht.
Der 1,75 m große Linksausleger begann 1984 mit dem Profiboxen und gewann 23 Kämpfe in Folge, davon 20 vorzeitig. Er wurde im Juni 1985 gegen Simon Ramos Kolumbianischer Meister und im November 1986 gegen Sergio Sánchez Zentralamerikanischer Meister der WBC. Im April 1986 gelang ihm ein Sieg gegen Carlos Trujillo, 1985 WBC-WM-Herausforderer von Milton McCrory. Im Dezember 1987 besiegte er zudem Eduardo Rodriguez, der 1986 gegen Donald Curry um die WBA-WM geboxt hatte.
Am 29. Juli 1988 boxte er in Atlantic City gegen den favorisierenden Titelträger Marlon Starling um die WBA-Weltmeisterschaft. Nach Punkten im Rückstand, gelang ihm dabei am Ende der fünften Runde ein K.o.-Schlag gegen Starling, welcher allerdings nach dem Rundengong erfolgte. Ringrichter Joe Cortez zählte Starling allerdings aus und erklärte Molinares zum Sieger und neuen Weltmeister. Der Sportausschuss von New Jersey annullierte diese Entscheidung jedoch, da der Schlag eindeutig nach dem Rundengong erfolgt war, und änderte das Kampfergebnis in ein wertungsloses Urteil (No Contest). Trotz dieser Entscheidung und seiner Punkteführung zum Zeitpunkt des Abbruchs, erhielt Starling den Titel von der WBA nicht zurück. Eine weitere Entscheidung wäre die Disqualifikation von Molinares wegen Nachschlagens, das Werten des Kampfes als technisches Unentschieden, oder die Auswertung der Punktezettel gewesen; in all diesen drei Fällen wäre Starling Weltmeister geblieben.
Molinares verteidigte den Titel allerdings nie. Er legte ihn im Dezember desselben Jahres nieder und verlor 1989 zwei Aufbaukämpfe durch Knockout, worauf er seine Karriere beendete.
| Vorgänger       | Amt                                                                     | Nachfolger   |
| --------------- | ----------------------------------------------------------------------- | ------------ |
| Marlon Starling | Boxweltmeister im Weltergewicht (WBA) 29. Juli 1988 – 12. Dezember 1988 | Mark Breland |